# Estación La Galera

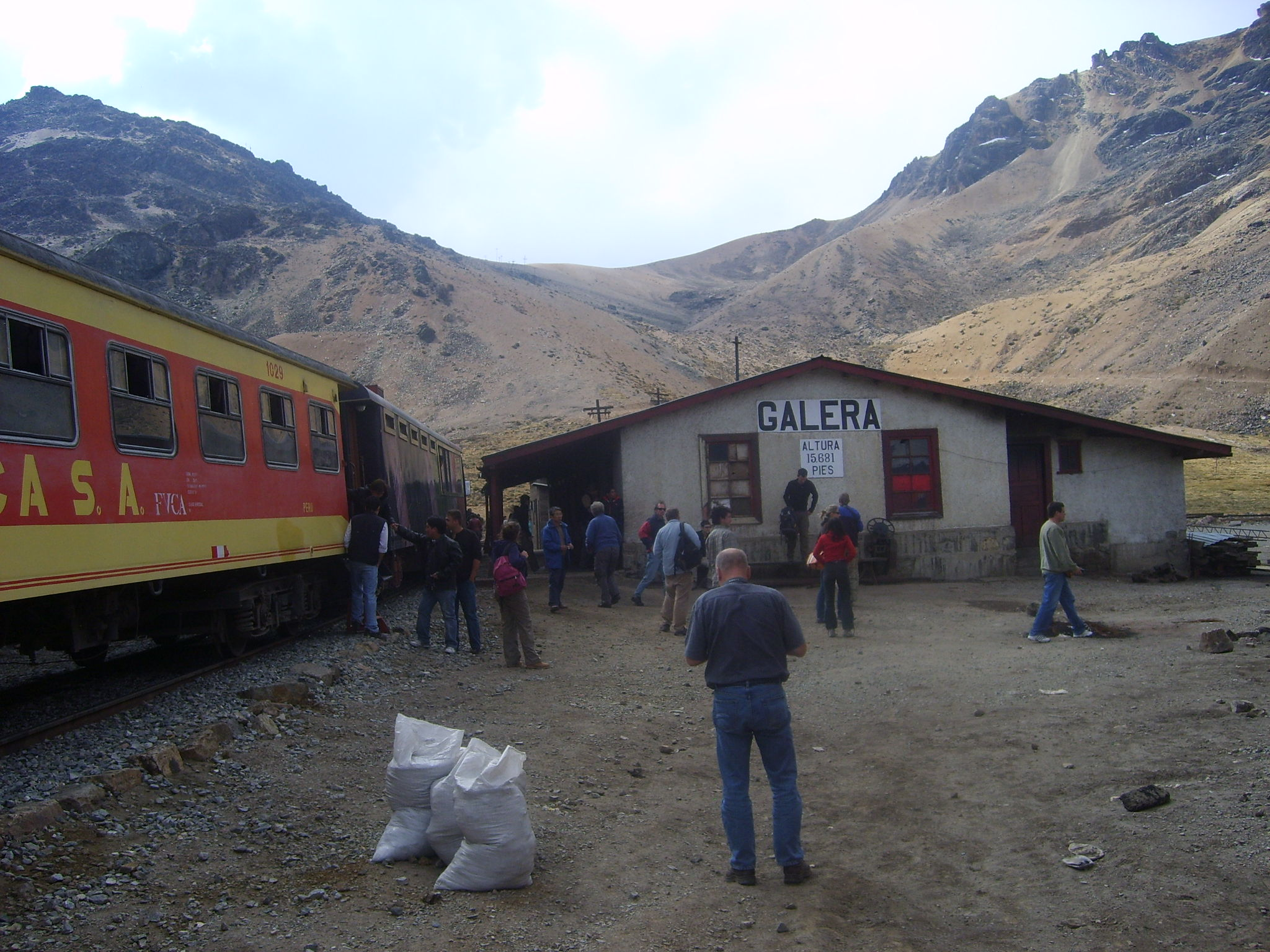
Estación la Galera

La estación la Galera es la tercera estación de ferrocarril más alta del hemisferio occidental, con una altura de 4.777 m (15.681 pies).